# Florian Marino
Pas d'image ? Cliquez ici
Florian Marino est un pilote de vitesse moto français, né le 3 juin 1993 à Cannes. Il court actuellement en Championnat du monde d'endurance moto catégorie EWC.

## Parcours
- 2003-2004 : Florian débute la moto, il a tout juste 10 ans. Il commence par des courses de motocross sur des 85 cm3.
- 2005 : il remporte la Conti cup (50 cm3).
- 2006 : il devient vice champion de France de la catégorie minime 50 open.
- 2007 : il finit premier de la junior cup 125. Sur 6 courses il en gagne 5.
- 2008 : engagé en Red Bull MotoGP Rookies Cup, il finit dixième au classement final. Il finit également vice champion FSBK cadet en 125 cm3.
- 2009 : il enchaîne sa deuxième saison en Red Bull MotoGP Rookies Cup. Une belle saison récompensée par une victoire à Brno (République tchèque) et une cinquième place au général. La même année il court en 600 Pirelli pour le championnat de France SBK. Il remporte la manche du Vigeant. Sébastien Charpentier repère alors son potentiel. Il mettra tout en œuvre pour lui trouver un guidon. C'est une écurie italienne qui lui donnera sa chance en championnat d'Europe Superstock 600 pour trois courses. Lors des essais libre du vendredi à Magny-Cours il fait forte impression en réalisant le troisième temps devant les pilotes officiels. Le dimanche qui suit il s'impose brillamment à seulement 16 ans.
- 2010 : première saison complète en championnat d'Europe Superstock 600 au guidon de la Honda de l'écurie Ten Kate. Il réalise 7 podiums dont 3 victoires (trois 2e place et une 3e place), et finira la saison vice champion de la catégorie. Il fera également une apparition en mondial Supersport.
- 2011 : deuxième saison dans l'écurie Ten Kate en mais cette fois en championnat du monde de Supersport. Il finira huitième au classement général à l'issue de la saison.
- 2012 : n'ayant aucun guidon en Supersport, il part en championnat anglais de Superbike. Il roule sur une Aprilia RSV Factory mais la tache s'avère difficile. Il ne marque aucun point. Une écurie indienne lui permet de finir sa saison en mondial Supersport sur Kawasaki.
- 2013 : toujours dans l'écurie Indien, il réalise un podium et finit la saison à la treizième place.
- 2014 : 3ème Championnat du Monde Supersport - KawasakiIntermoto
- 2017 : 3ème Coupe du Monde Superstock 1000 - Yamaha Racing
- 2018 : 5ème Coupe du Monde Superstock 1000 - Yamaha Racing
- 2019 : 5ème Championnat EWC - Viltaïs Racing
- 2021 : 5ème Championnat EWC - Viltais Racing
- 2022 :  8eme Championnat EWC - Kawasaki SRC
- 2023 : 10ème Championnat EWC - KM99

## Statistiques
| Championnat                                         | Équipe                        | Moto                 | Courses | Victoires | Podiums | Poles | M.tour | Pts | Classement |
| --------------------------------------------------- | ----------------------------- | -------------------- | ------- | --------- | ------- | ----- | ------ | --- | ---------- |
| Red Bull MotoGP Rookies Cup 2008                    | -                             | KTM RC125            | 10      | -         | -       | -     | -      | 62  | 10e        |
| Red Bull MotoGP Rookies Cup 2009                    | -                             | KTM RC125            | 9       | 1         | 1       | -     | -      | 94  | 5e         |
| Course 600 Pirelli (Championnat de France SBK) 2009 | Moto Club Cannes              | Honda                | 6       | 1         | 3       | -     | -      | 62  | 6e         |
| Championnat d'Europe de Superstock 600 2009         | Team Race Junior              | Honda CBR 600 RR     | 3       | 1         | 1       | -     | -      | 40  | 12e        |
| Championnat d'Europe de Superstock 600 2010         | Ten Kate Racing               | Honda CBR 600 RR     | 9       | 3         | 7       | 3     | 3      | 159 | 2e         |
| Championnat du monde de Supersport 2010             | Ten Kate Racing               | Honda CBR 600 RR     | 1       | -         | -       | -     | -      | 4   | 29e        |
| Championnat du monde de Supersport 2011             | Ten Kate Racing               | Honda CBR 600 RR     | 12      | -         | -       | -     | -      | 89  | 8e         |
| Championnat anglais de Superbike 2012               | Splitlath Redmond Racing Team | Aprilia RSV Factory  | 13      | -         | -       | -     | -      | 0   | NC         |
| Championnat du monde de Supersport 2012             | MSD R-N Racing Team India     | Kawasaki Ninja ZX6-R | 6       | -         | -       | -     | -      | 14  | 26e        |
| Championnat du monde de Supersport 2013             | MSD R-N Racing Team India     | Kawasaki Ninja ZX6-R | 8       | -         | 1       | -     | -      | 53  | 13e        |
| Championnat du monde de Supersport 2014             | Kawasaki Intermoto Ponyexpres | Kawasaki Ninja ZX6-R | -       | -         | -       | -     | -      | -   | -          |

## Résultats détaillés
| Saison | Catégorie   | Moto     | 1        | 2         | 3        | 4         | 5         | 6         | 7         | 8          | 9        | 10       | 11       | 12       | 13       | Pos | Pts |
| ------ | ----------- | -------- | -------- | --------- | -------- | --------- | --------- | --------- | --------- | ---------- | -------- | -------- | -------- | -------- | -------- | --- | --- |
| 2008   | Rookies Cup | KTM      | JER 1 11 | JER 2 13  | EST 13   | L M 5     | MUG 16    | DON 19    | ASS 5     | SAC 7      | BRN 1 7  | BRN 2 5  |          |          |          | 10e | 62  |
| 2009   | Rookies Cup | KTM      | JER 1 NP | JER 2 4   | MUG 4    | ASS 4     | SAC 5     | BRN 1 1   | BRN 2 7   |            |          |          |          |          |          | 5e  | 94  |
| 2009   | 600 Pirelli | Honda    | LED 17   | NOG 3     | L V 1    | LED 2 Ab. | M-C NP    | L M 15    | ALB 2     |            |          |          |          |          |          | 6e  | 62  |
| 2009   | SST 600     | Honda    | VAL      | ASS       | MON      | MIS       | DON       | BRN       | NÜR       | IMO 10     | M-C 1    | POR 7    |          |          |          | 12e | 40  |
| 2010   | SST 600     | Honda    | POR      | VAL 1     | ASS 1    | MON 3     | MIS 2     | BRN 2     | SIL 2     | NÜR 8      | IMO 1    | M-C NP   |          |          |          | 2e  | 159 |
| 2010   | Supersport  | Honda    | PHI      | POR       | VAL      | ASS       | MON       | KYA       | MIL       | MIS        | BRN      | SIL      | NÜR      | IMO      | M-C 12   | 29e | 4   |
| 2011   | Supersport  | Honda    | PHI 7    | DON 8     | ASS Ab.  | MON 7     | MIS 11    | ARA 10    | BRN 9     | SIL 9      | NÜR 9    | IMO 4    | M-C 9    | POR 5    |          | 8e  | 89  |
| 2012   | BSB         | Aprilia  | B H      | THR 1 Ab. | THR 1 24 | O P 1 22  | O P 2 Ab. | O P 3 Ab. | SNE 1 Ab. | SNE 2 Ab.  | KNO 1 21 | KNO 2 21 | O P 1 17 | O P 2 19 | O P 3 21 | NC  | 0   |
| 2012   | Supersport  | Kawasaki | PHI      | IMO       | ASS      | DON       | MIS       | ARA       | BRN 13    | SIL 19     | MOS 14   | NÜR 12   | POR 16   | M-C 11   |          | 26e | 14  |
| 2013   | Supersport  | Kawasaki | PHI NP   | ARA Ab.   | ASS 5    | MON 2     | DON 21    | POR NP    | IMO 8     | MOS annulé | SIL 8    | NÜR 10   | IST 19   | M-C NP   | JER NP   | 13e | 53  |
| 2014   | Supersport  | Kawasaki | PHI 4    | ARA 3     | ASS 2    | IMO 3     | DON       | SEP       | MIS       | POR        | LAG      | JER      | M-C      | PHA      | LOS      |     | -   |